# Ariany
Ariany is een gemeente op het eiland Mallorca in de Spaanse provincie en regio Balearen met een oppervlakte van 23 km². Ariany heeft 859 inwoners (1 januari 2016), waarvan de meeste in de stad woonden. In 2006 bestond 10.4% van de bevolking uit buitenlanders.

## Geschiedenis
Archeologische vondsten tonen aan dat hier in de prehistorie al bewoning was. Jacobus I van Aragón gebruikte als eerste de huidige naam Ariany. Vanaf de zestiende eeuw was Ariany onderhorig aan de familie Cotoner, die de grond in Ariany in bezit had. De plaats groeide rond het landhuis S'Auberg i El Camí de Sa Marquesa. Andere belangrijke gebouwen zijn de Parroquia de Nuestra Señora de Ariany en Ca ses Monges, het klooster van de Franciscaanse nonnen.

## Demografische ontwikkeling

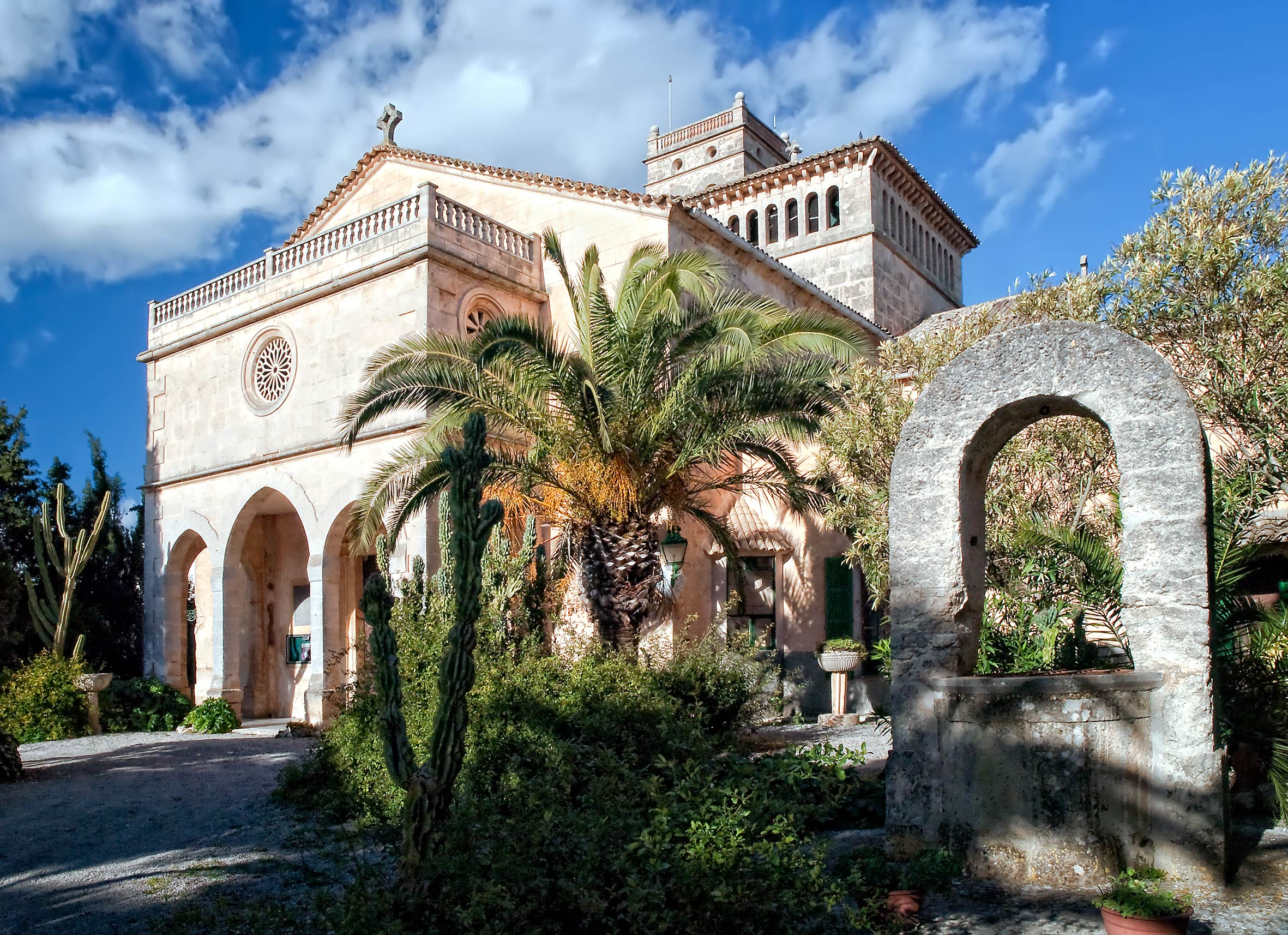
De Parroquia de Nuestra Señora de Ariany

Bron: INE, 1991-2011: volkstellingen
Opm.: Tot 1982 behoorde Ariany tot de gemeente Petra
Alaró · Alcúdia · Algaida · Andratx · Ariany · Artà · Banyalbufar · Binissalem · Búger · Bunyola · Calvià · Campanet · Campos · Capdepera · Consell · Costitx · Deià · Escorca · Esporles · Estellencs · Felanitx · Fornalutx · Inca · Lloret de Vistalegre · Lloseta · Llubí · Llucmajor · Manacor · Mancor de la Vall · Maria de la Salut · Marratxí · Montuïri · Muro · Palma · Petra · Pollença · Porreres · Puigpunyent · Sa Pobla · Sant Joan · Sant Llorenç des Cardassar · Santa Eugènia · Santa Margalida · Santa María del Camí · Santanyí · Selva · Sencelles · Ses Salines · Sineu · Sóller · Son Servera · Valldemossa · Vilafranca de Bonany